# 무라야마 내각 (개조)
무라야마 개조내각(일본어: 村山改造内閣)은 중의원 의원 무라야마 도미이치가 제81대 내각총리대신으로 임명되어, 1995년 8월 8일부터 1996년 1월 11일까지 존재한 일본의 내각이다.
앞의 무라야마 내각의 개조내각이다.

## 각료
- 내각총리대신

무라야마 도미이치 (사회당 위원장)
1995년 8월 8일 - 1996년 1월 11일
- 법무대신

타자와 토모하루 (자민당 미쓰즈카파, 참의원 의원)
1995년 8월 8일 - 10월 9일
미야자와 히로시 (자민당 미야자와파, 참의원 의원)
1995년 10월 9일 - 1996년 1월 11일
- 외무대신 (부총리, 유임)

고노 요헤이 (자민당 총재 → 미야자와파)
1995년 8월 8일 - 1996년 1월 11일
자유민주당 총재 퇴임에 따라 1995년 10월 2일에 부총리직을 하시모토 류타로 통상장관에게 이양함
- 대장대신 (유임)

타케무라 마사요시 (신당 사키가케 대표)
1995년 8월 8일 - 1996년 1월 11일
- 문부대신

요시노부 시마무라 (자민당 와타나베파)
1995년 8월 8일 - 1996년 1월 11일
- 후생대신

모리 츄료 (사회당)
1995년 8월 8일 - 1996년 1월 11일
- 농림수산대신

노루타 호세이 (자민당 오부치파)
1995년 8월 8일 - 1996년 1월 11일
- 통상산업대신 (부총리, 유임)

하시모토 류타로 (자민당 오부치파 → 총재)
1995년 8월 8일 - 1996년 1월 11일
자유민주당 총재 취임에 따른 1995년 10월 2일 부총리를 고노 요헤이 외상으로부터 이양
- 운수대신

히라무라 다케오 (자민당 미쓰즈카파)
1995년 8월 8일 - 1996년 1월 11일
- 우정대신

이노우에 잇세 (사회당)
1995년 8월 8일 - 1996년 1월 11일
- 노동대신

아오키 신지 (사회당, 참의원 의원)
1995년 8월 8일 - 1996년 1월 11일
- 건설대신

모리 요시로 (자민당 미쓰즈카파)
1995년 8월 8일 - 1996년 1월 11일
- 자치대신

후카야 타카시（자민당 와타나베파）
1995년 8월 8일 - 1996년 1월 11일
- 내각관방장관

노사카 코겐（사회당)
1995년 8월 8일 - 1996년 1월 11일
- 국가공안위원회 위원장

후카야 타카시（자치대신 겸임）
1995년 8월 8일 - 1996년 1월 11일
- 총무청 장관

다카미 에토（자민당 와타나베파）
1995년 8월 8일 - 11월 13일
무라야마 도미이치 (장관 서리)
1995년 11월 13일
나카야마 마사아키（자민당）
1995년 11월 14일 - 1996년 1월 11일
- 홋카이도 개발청 장관

타카기 마사아키 (자민당 오부치파, 참의원 의원）
1995년 8월 8일 - 1996년 1월 11일
- 방위청 장관

에토 세이시로（자민당 미야자와파）
1995년 8월 8일 - 1996년 1월 11일
- 경제기획청 장관

미야자키 이사무（민간）
1995년 8월 8일 - 1996년 1월 11일
- 과학기술청 장관

우라노 야스오키（자민당 미야자와파）
1995년 8월 8일 - 1996년 1월 11일
- 환경청 장관

오시마 다다모리（자민당 카와모토파）
1995년 8월 8일 - 1996년 1월 11일
- 오키나와 개발청 장관

타카기 마사아키（홋카이도 개발청 장관 겸임）
1995년 8월 8일 - 1996년 1월 11일
- 국토청 장관

이타하타 세이치（사회당）
1995년 8월 8일 - 1996년 1월 11일

## 정무 차관
전 내각의 정무 차관이 1995년 8월 10일에 퇴임하고 같은 일자로 새로운 정무 차관을 임명했다.
- 법무 정무 차관 - 후루야 케이지
- 외무 정무 차관 - 후쿠다 야스오
- 대장 정무 차관 - 사다 겐이치로, 카지와라 타카요시
- 문부 정무 차관 - 사토 타이스케
- 후생 정무 차관 - 나가세 진엔
- 농림 수산 정무 차관 - 마쓰오카 도시카쓰, 이치이 준지
- 통상 산업 정무 차관 - 하타 아키히로 · 카토 키분
- 운수 정무 차관 - 오가타 가츠아키
- 우정 정무 차관 - 요시무라 고타로
- 노동 정무 차관 - 미나미노 치에코
- 건설 정무 차관 - 야마 카즈토
- 자치 정무 차관 - 아미오카 유
- 총무 정무 차관 - 시오노 야 류
- 홋카이도 개발 정무 차관 - 카네다 히데유키
- 방위 정무 차관 - 야노 테츠로
- 경제 기획 정무 차관 - 무라타 요시타카
- 과학 기술 정무 차관 - 사토 시즈오
- 환경 정무 차관 - 카노 안
- 오키나와 개발 정무 차관 - 도쿠다 토라오
- 국토청 차관 - 나카타니 켄

## 같이 보기
- 무라야마 도미이치 총리 담화 "전후 50주년의 종전기념일을 맞아"

## 참고 문헌
- 하타 이쿠히코 편 《일본 관료제 종합 사전 : 1868 ~ 2000》(도쿄 대학 출판회, 2001년)